# لستر استورم
لستر استورم (Lister Storm) خودرویی است.
موتور آن ۶۹۹۶ سی‌سی است.